# 4Kids TV
4Kids TV fue un bloque de programación del canal FOX propiedad de 4Kids, FOX Brodcasting System y News Corporations que remplazaría a Fox Box e inicio sus transmisiones el 22 de enero de 2005 y su página web fue lanzada meses después. El bloque fue retirado en 2008 debido a un conflicto de 4Kids con FOX y News Corporations pero a pesar de eso la página web siguió en Internet hasta el 2012 debido a la quiebra de 4Kids.

## Historia
El bloque fue lanzado en 2002 como Fox Box y reemplazaría a Fox Kids en Estados Unidos luego de la compra del canal y un paquete de canales de la familia Fox por parte de Disney y transmitía animes adquiridos por 4Kids como One Piece, Sonic X entre otros. Después el 22 de enero de 2005 el bloque fue cambiado por 4Kids TV  y seguía transmitiendo los mismos animes así como series Nuevas como Mew Mew Power o Winx y series producidas por la propia 4Kids como Chaotic. Ya después el 27 de diciembre de 2008 debido a un conflicto de 4Kids con FOX y News Corporations el bloque fue sacado del aire pero el sitio web y su transmisión en línea siguieron en Internet hasta el 2012 debido a la quiebra de 4Kids.

## Series transmitidas

### Series adquiridas
- Pokémon
- Sonic X
- Las Tortugas Ninja
- Shaman King
- One Piece
- Yu-Gi-Oh!
- Kirby:Right Back at Ya!.
- Dragon Ball Z Kai
- Yu-Gi-Oh GX
- Yu-Gi-Oh 5D
- Mew Mew Power
- Winx
- Dino Rey
- F-Zero: GP Legend

### Series propias
- Chaotic